# Som (település)
Som község Somogy vármegyében, a Siófoki járásban.

## Fekvése
A vármegye északkeleti részén fekszik, Siófoktól 8 kilométerre délre. Fekvése miatt Siófok város háttértelepülésének tekinthető, szinte minden a városhoz köti. Földrajzilag a Kelet-Külső-Somogyi dombság északkeleti nyúlványainak területéhez tartozik. Területét a Kis-Koppány patak szeli ketté, melynek vize a Sión keresztül a Dunába jut.
A közvetlenül határos települések: észak felől Ádánd, kelet felől Nagyberény, délkelet felől Magyarkeszi, dél felől Iregszemcse, délnyugat felől Bábonymegyer, nyugat felől pedig Nyim. Északnyugat felől a legközelebbi település Ságvár, de a közigazgatási területeik nem érintkeznek.
A község lélekszáma körülbelül 700 fő, és nem csökken folyamatosan: vannak olyan évek, amikor – vélhetően a Balaton közelségének is köszönhetően – lassan gyarapszik. Az önkormányzat a szomszédos Somogy és Tolna vármegyei településekkel jó kapcsolatot alakított ki. Az óvodai, iskolai képzés elsősorban a Ságváron működő közös intézményekben történik, de járnak itteni diákok Nagyberénybe és Siófokra is.
A település külterületén található a Somi Nagytérségi Regionális Hulladékkezelő Központ, ami négy vármegye – Veszprém, Fejér, Somogy és Tolna – 76 településének szilárd hulladékát fogadja be.

### Megközelítése
Legfontosabb közúti megközelítési útvonala a 65-ös főút, mely dél-északi irányban végighalad a központján. Nagyberénnyel és a Mezőföld településeivel a 6402-es út köti össze.
Két lakott külterületi településrésze közül Som-Daránypuszta a központtól délre helyezkedik el, a 65-ös főút és a Tabra vezető 6511-es út elágazásánál, Som-Simonmajor pedig szintén a 65-ös mentén, de még délebbre, a központtól mintegy 8 kilométer távolságra. (Nevezik a községet Somogy vármegye keleti kapujának is, mivel Tolna vármegye felől érkezve Som-Simonmajornál lép be az utazó a megyébe.)
A hazai vasútvonalak közül a Kaposvár–Siófok-vasútvonal érinti, melynek két megállója van itt: Som-Nagyberény megállóhely és Daránypuszta megállóhely.

## Története
Az első írásos emlékek szerint a mai község területe a Tibold nemzetség ősi birtoka volt, melyet e nemzetségből származó Tibold és Kozma 1229-ben szereztek. Az 1294. évi osztályegyezség alkalmával Kozma fiai, Zerje és Demeter nyerték el, a közben elpusztult Kapurévvel együtt. A török megszállás előtti évtizedben már Hédervári István volt a földesura. Az 1571-72. évi török kincstári adólajstromba 21 adózó házzal lett felvéve a település. A következő időszakban a török portyázások és a rendszeressé váló végvári harcok színterévé vált ez a környék.
1703-ban Viczay Ádám volt a földesura; 1715-ben mindössze 10 itteni adózó házról készült összeírás. 1726-ban már az Apponyi család tulajdonához tartozott a község. Ebben az időszakban szőlőhegye tette híressé Somot: 33 család bérelt itt szőlőskertet. A bontakozó gazdasági jólétnek az 1731-es nagy kolerajárvány vetett véget. Bár a járvány viszonylag rövid ideig tartott, de az állatelhullások miatt a szántók megművelése lehetetlenné vált. Ebben az időben szerzett itt birtokot Kenessey István, aki főleg magyar telepesekkel kívánta munkaerő-szükségletét kielégíteni. 1766-tól ismételten a Viczay család volt a település többségi birtokosa, de a Pallavicini őrgrófságnak is jelentős birtokai voltak, amely az itteni földjeit bérbe adta és állítólag – korát megelőzve – már az ötös vetésforgót alkalmazta. 1853-ban a lakosság lélekszáma már 780 fő volt.
1879-ben nagy tűzvész pusztított a községben, és a falu fele leégett, s csak lassan épült újjá, de 1890-ben már 908 lakosa volt a községnek. Közigazgatásilag abban az időszakban a nagyberényi körjegyzőséghez tartozott.
1914-ben polgári olvasókör alakult, de nem élte túl a forradalmak korát.
Az első és második világháborúban a munkaképes férfi lakosság jelentős része a fronton harcolt.
A szarvasmarhatartás elterjedésének tulajdonítható, hogy a tej értékesítésére 1925-ben megalakították a Somi Kisgazdák Tejszövetkezetét, mely 1932-ben beolvadt a Nagyberényi Tejszövetkezetbe. 1937-ben alakult meg a Somi Vadásztársaság.
A II.  világháborút követően a településen 66 nincstelen és törpebirtokos igényelt földet, míg a közigazgatásilag hozzátartozó Daránypusztán állami gazdaság alakult. A szövetkezesítés a községet sem kerülte el. 1950-ben alakult a Béke Mgtsz., mely többször átalakult, s foglalkoztatta az itt élőket. A község mezőgazdasági jellege a 20. század második felében fokozatosan elhalványult, mára szinte teljesen meg is szűnt. A lakosság többsége Siófokra ingázik, illetve a környező városok és nagyobb települések ipari üzemeiben keres megélhetési lehetőséget.
1956. október 29-én megalakították a Községi Nemzeti Bizottságot, mely a rövid forradalmi időszak alatt érdemben intézkedni nem tudott.
1914-től 1949-ig működött a népiskola, amely ezt követően általános iskola lett, majd 1981-től megszűnt helyben az oktatás. A rendszerváltozás előtt a település elsorvasztásra volt ítélve, s innét kellett élni a megnyíló lehetőségekkel, ami sikerült is. 1991-ben vezetékes ivóvíz és intézményes szemétszállítás, 1993-94-ben gázfogadó és gázhálózat, 1998-ig új utak, hidak, járdák épültek. Csinosították a közterületeket, buszmegállók készültek társadalmi munkában. Kiemelten támogatták az iskolai tanulást minden szinten, a nyugdíjasokat és a nagycsaládosokat, de nem maradtak ki az egyházak sem. A környéken elsők között került a községi temető bekerítésre, illetve a víz bekötése locsolásra. 1999-től Falunap került megrendezésre minden év június utolsó szombatján.
2005-től a júniusi Falunapon megrendezésre került a „Somi Süti Fesztivál”, a fánkok és édes sütemények versenye.
2006. május 13-án a temetőben a II. világháborúban itt elesettek tiszteletére kopjafa került felállításra.
2007. szeptember 28-án a somi Közösségi házban ülésezett Somogy Megye Közgyűlése.
2009-ig a községben minden infrastruktúra kiépült: vezetékes ivóvíz, gáz, utak, hidak, járdák, kábeltévé és internet, szennyvízhálózat és -telep, illetve hulladékkezelő központ is létesült. 2014-ben a Közösségi ház udvara burkolva és virágosítva lett, illetve a 020 helyrajzi számú ingatlanon létesült 5 épületben bemutatásra kerültek a régi mesterségek szerszámai és tárgyai, amely beruházásra a „Som Községért” Alapítvány nyert 35 millió forintnyi pályázati támogatást. Ugyanebben az évben a Közösségi ház mellett található orvosi rendelő is felújításra és bővítésre került az önkormányzat saját kivitelezésében, ennek során háziorvosi és fogorvosi körzetközpont, illetve egy kiadható épületrész is létesült.
Eredményesen működik a Vöröskereszt szervezet és az Egységes Somért Alapítvány. 
2020. szeptember 9-én elkészült a balatoni kerékpárúthoz kapcsolódó Ságvár-Som szakasz, így a 65-ös főút megnövekedett forgalma ellenére a tópartról a község biztonságosan elérhető gyalog, kerékpárral és kismotorral is.

## Elpusztult települések

### Kapurév
A határbeli úgynevezett Pusztai-dűlőn feküdt egykor Kapurév falu, mely a fennmaradt hagyományok szerint a török hódoltság alatt pusztult el.
Ocsmánd, Ocsmány
Daránypusztán a Sötét-hegy oldalában helyezkedett el, a 60-as évek végéig 1-2 család lakta.

## Közélete

### Polgármesterei
- 1990–1994: Lenkey Tibor (független)[3]
- 1994–1998: Lenkey Tibor (független)[4]
- 1998–2002: Lenkey Tibor (független)[5]
- 2002–2006: Lenkey Tibor (független)[6]
- 2006–2010: Lenkey Tibor (független)[7]
- 2010–2014: Lenkey Tibor (független)[8]
- 2014–2019: Lenkey Tibor (független)[9]
- 2019–2024: Kovács Szilveszter (független)[10]
- 2024– : Kovács Szilveszter (független)[1]

## Népesség
A település népességének változása:
| Lakosok száma | 701  | 705  | 691  | 649  | 691  | 678  | 685  |
|               | 2013 | 2014 | 2015 | 2021 | 2022 | 2023 | 2024 |

A 2011-es népszámlálás során a lakosok 90,2%-a magyarnak, 8,3% cigánynak, 0,4% horvátnak, 2,8% németnek, 0,8% románnak mondta magát (9,5% nem nyilatkozott; a kettős identitások miatt a végösszeg nagyobb lehet 100%-nál). A vallási megoszlás a következő volt: római katolikus 41,3%, református 17,3%, evangélikus 1,6%, felekezet nélküli 16,5% (21,4% nem nyilatkozott).
2022-ben a lakosság 92,3%-a vallotta magát magyarnak, 1,7% cigánynak, 0,7% németnek, 0,4% ruszinnak, 0,1% románnak, 0,1% örménynek, 1,7% egyéb, nem hazai nemzetiségűnek (7,4% nem nyilatkozott; a kettős identitások miatt a végösszeg nagyobb lehet 100%-nál). Vallásuk szerint 33,4% volt római katolikus, 13,9% református, 2,3% evangélikus, 0,4% görög katolikus, 1% egyéb keresztény, 1,2% egyéb katolikus, 14% felekezeten kívüli (33,7% nem válaszolt).

## Nevezetességei
- A község külterületén, egy dombon található a híres somogyi betyárokról elnevezett Patkó-fa. 2020 elején még állt az eredeti fa, de már pusztuló állapotban volt. Korábban egy új fát ültetettek mellé utódjául, 2001-ben pedig kopjafát állítottak mellette.
- 2005 óta minden június végén megrendezik a somi sütifesztivált.[13][14]
- Barokk műemlék római katolikus templom, mely 1757-ben lett felavatva (fatornyos). Oltárképét Dorfmeister tanítványa, Schalter készítette.

## Híres somiak
- Somban született Iványi-Grünwald Béla festőművész 1867. május 16-án.

## Képek

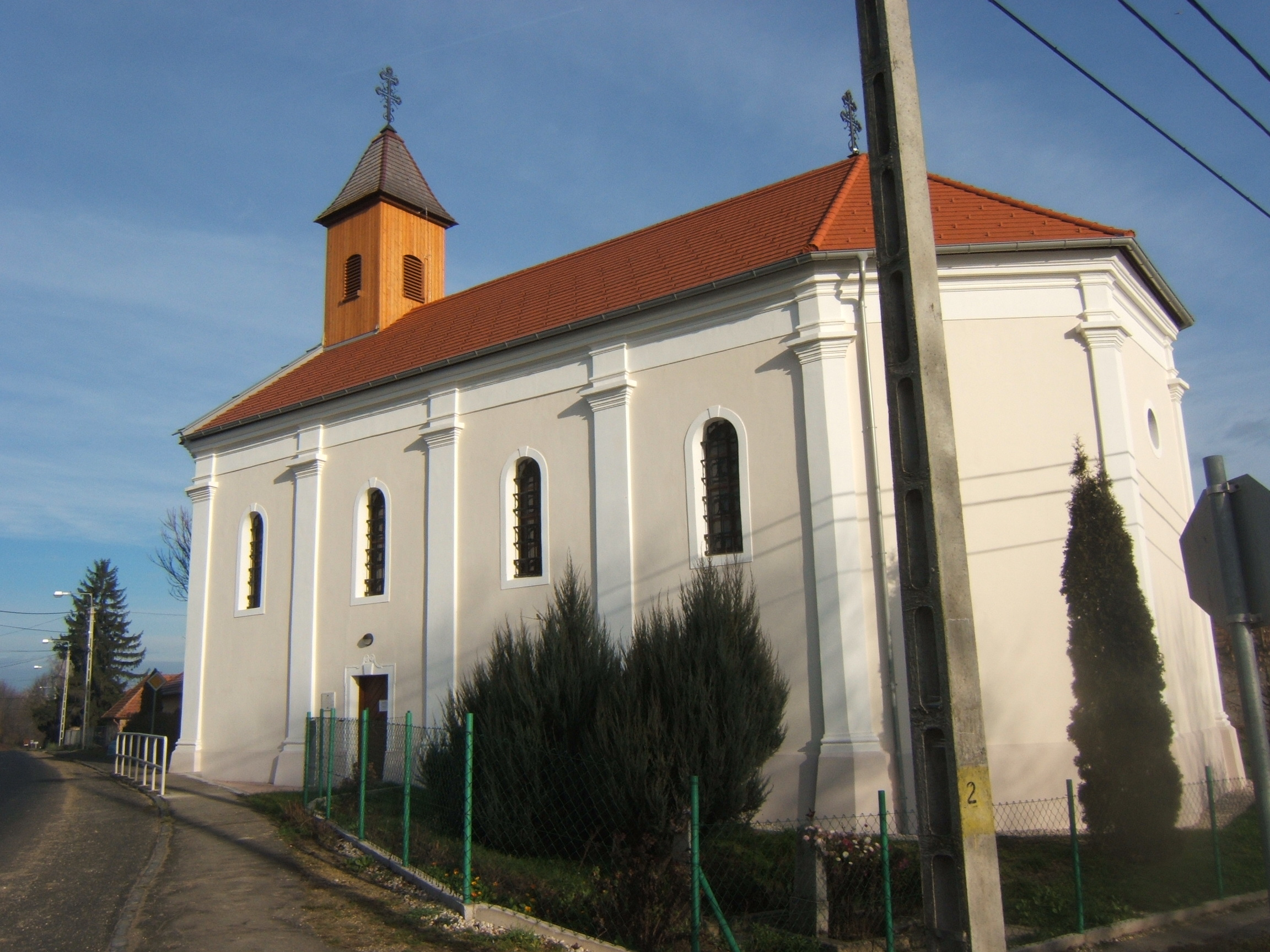
Katolikus templom
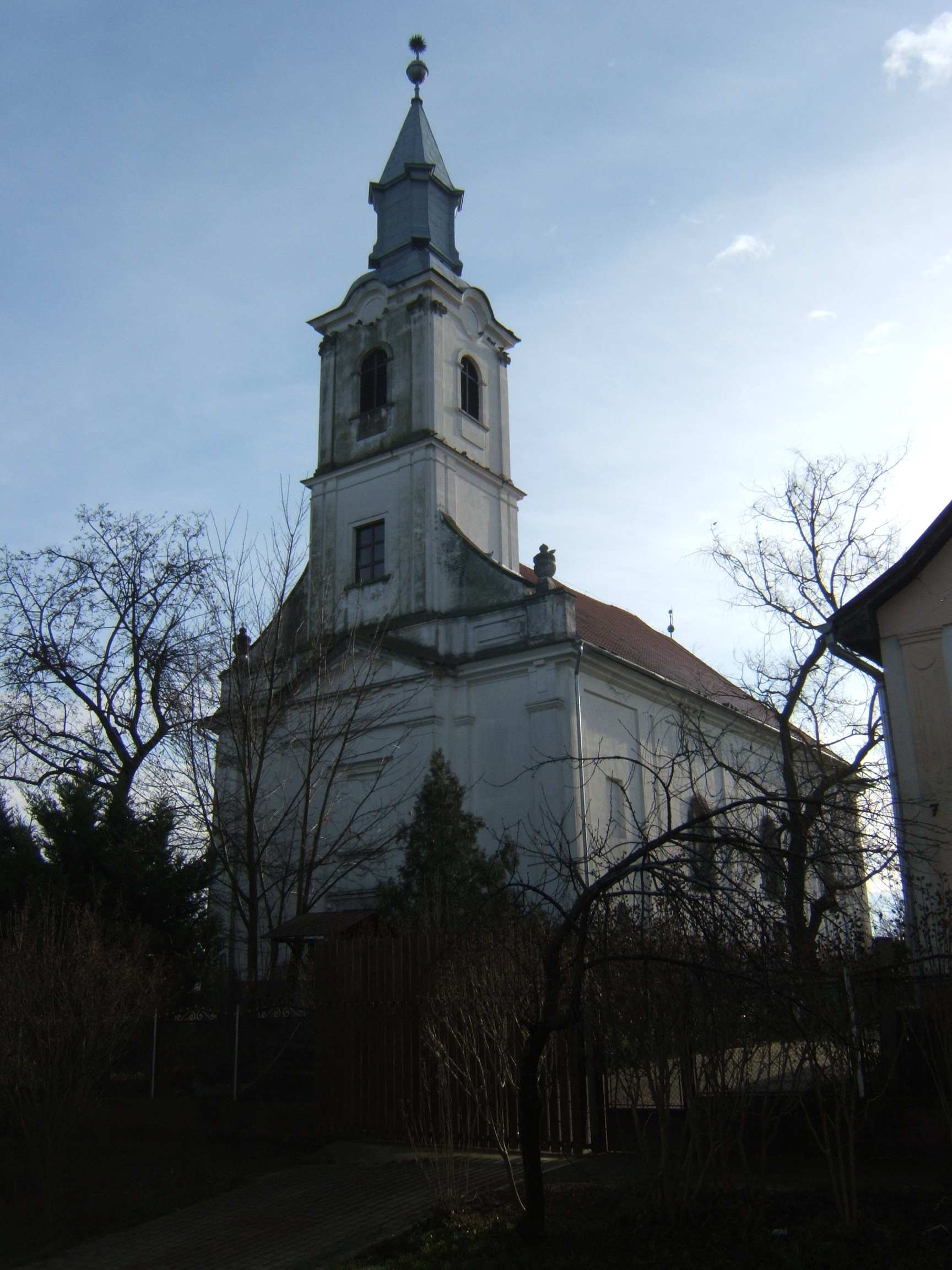
Református templom
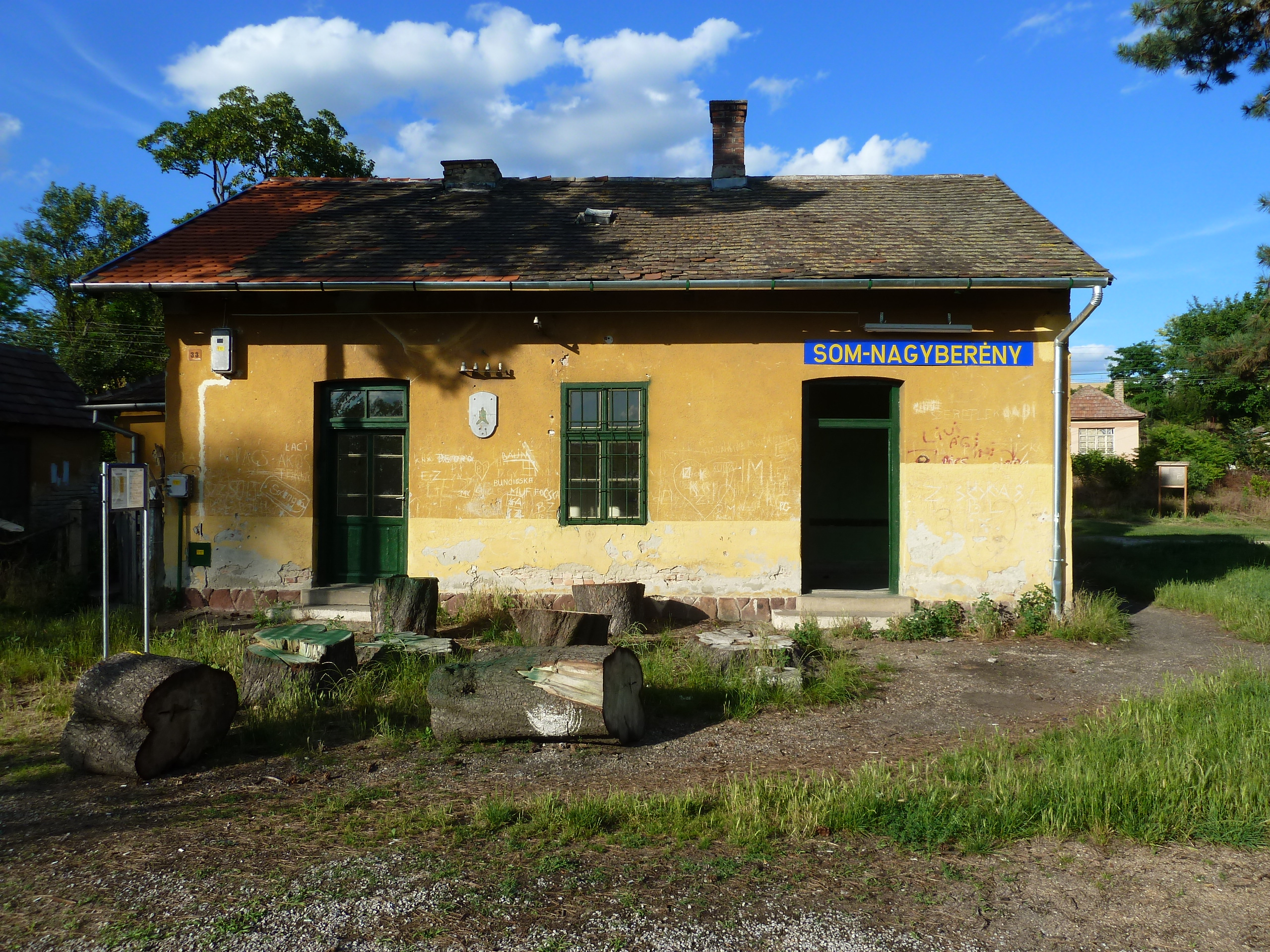
Som-Nagyberény vasúti megálló
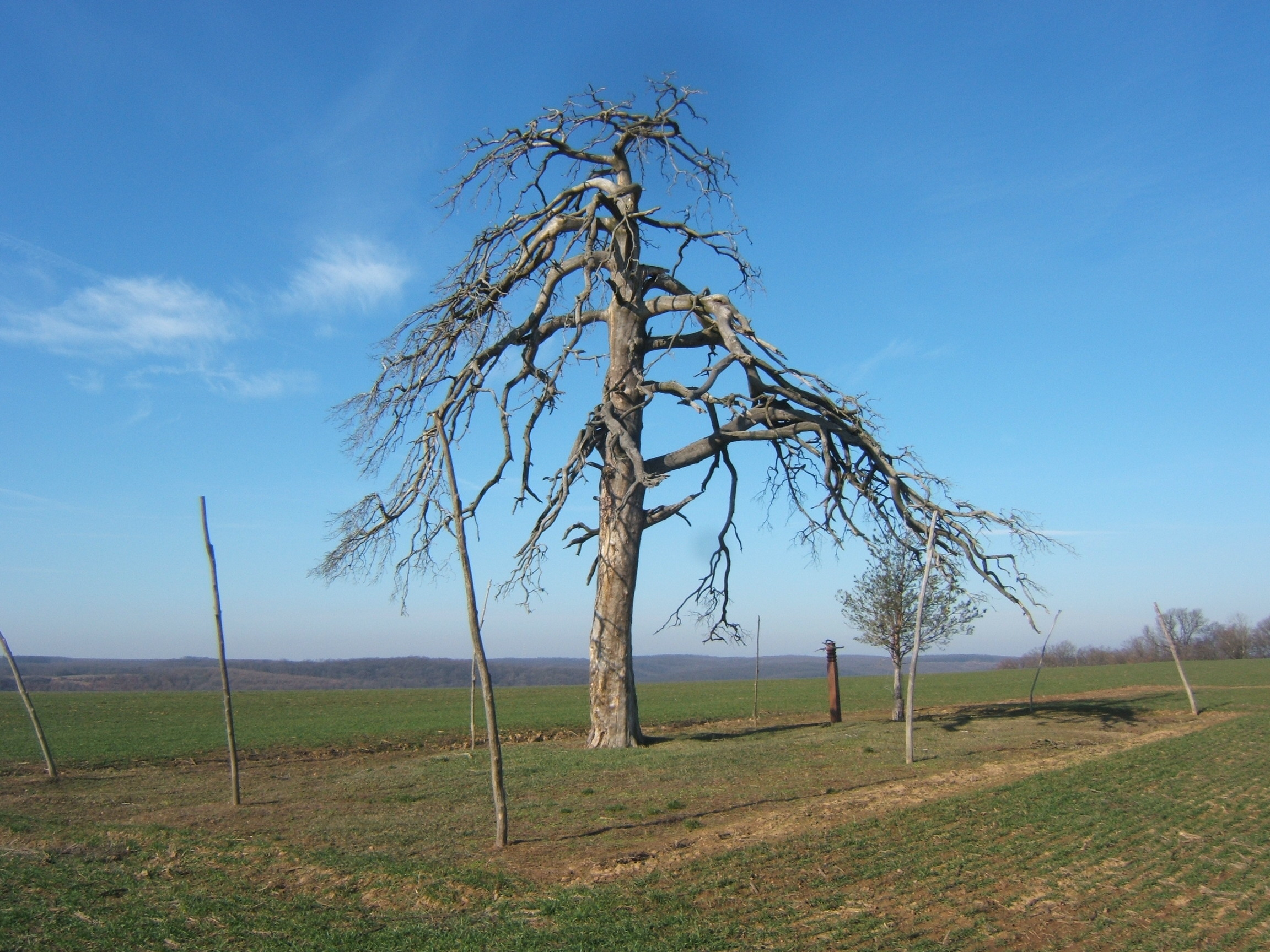
A Patkó-fa és utódja
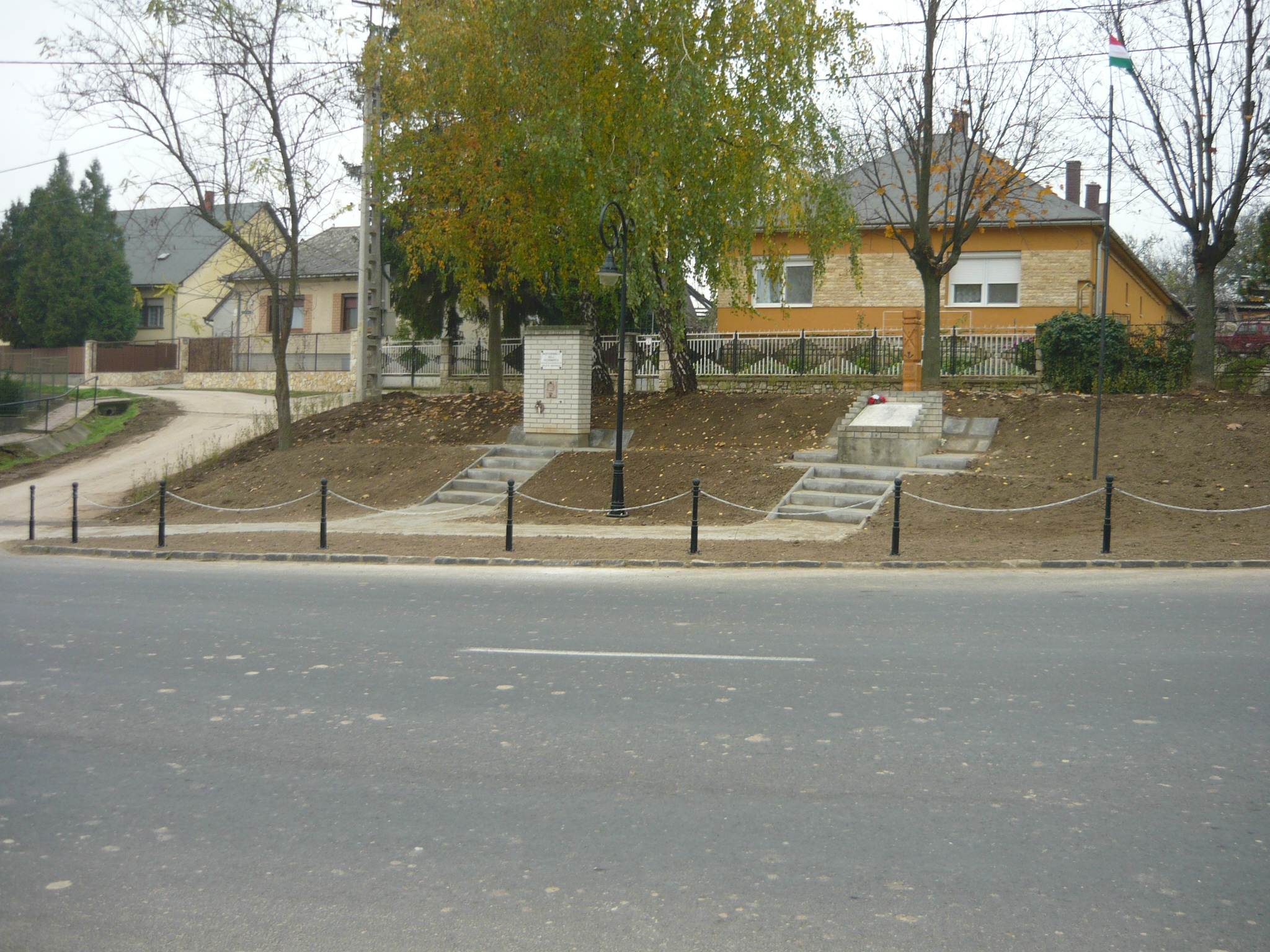
Iványi-Grünwald Béla és Nemzetőr emléktáblák
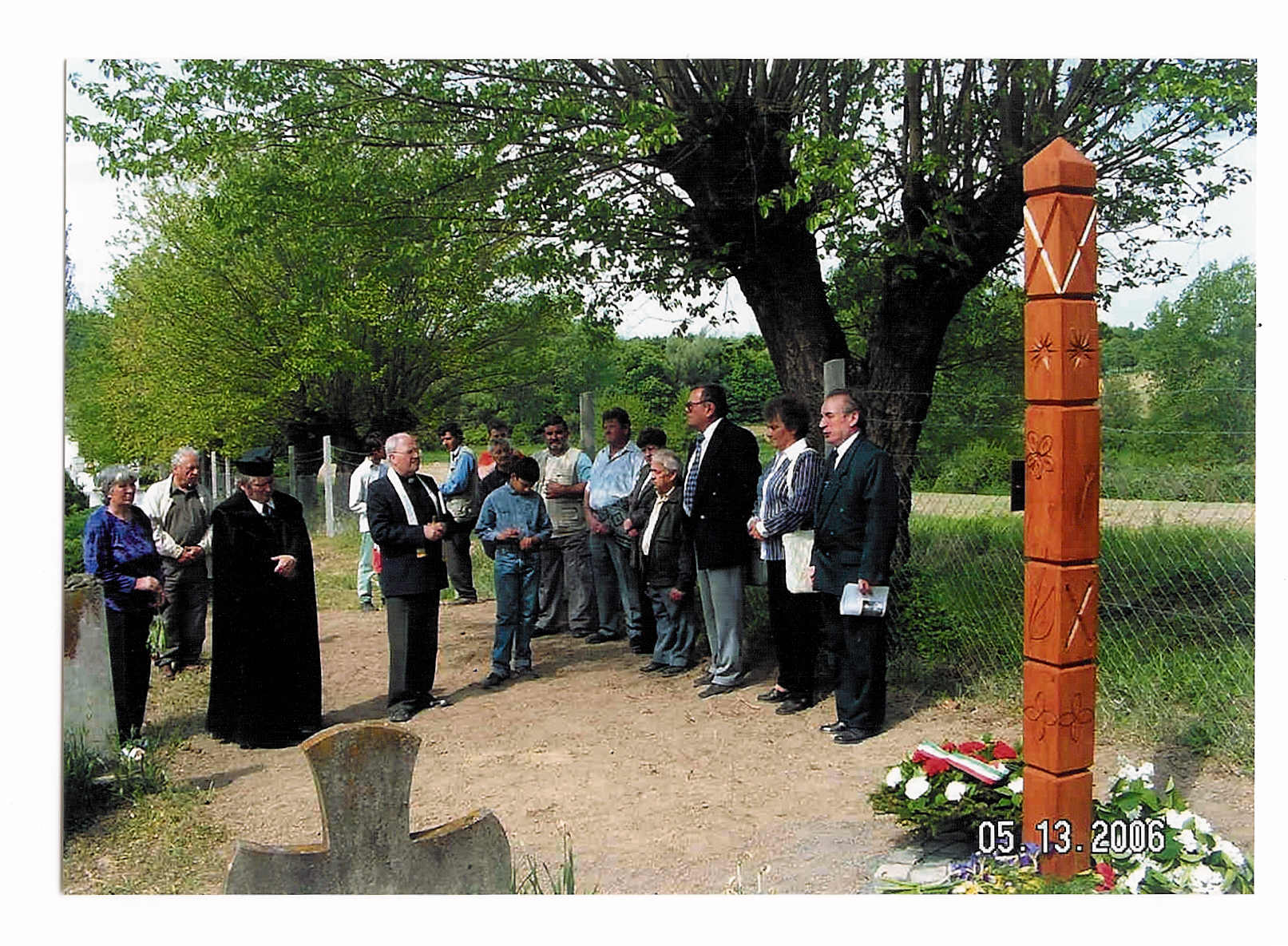
II. Világháborús hősök kopjafája a temetőben
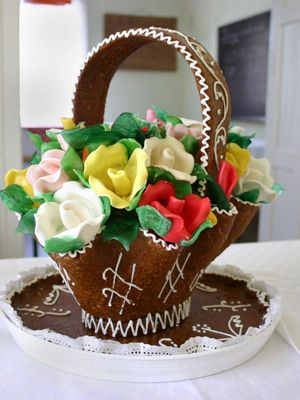
Somi Süti Fesztivál
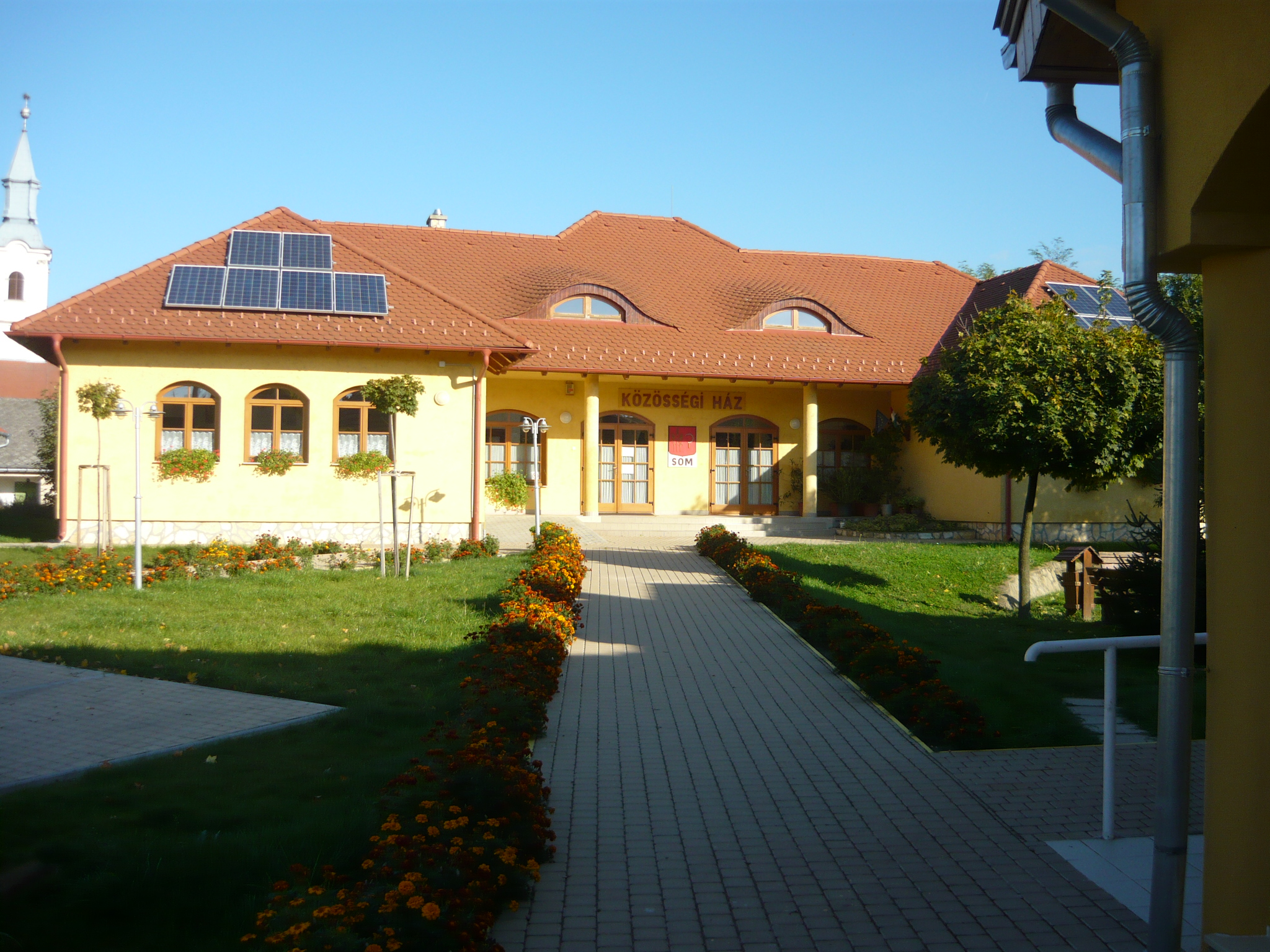
Som Közösségi ház

## További információ
- Som Önkormányzatának honlapja
- Lenkey Tibor honlapja